# Oadby and Wigston

Localisation du district de Oadby and Wigston dans le Leicestershire

Oadby and Wigston est un district non-métropolitain du Leicestershire, en Angleterre. Il est composé des villes de Oadby, Wigston Magna et South Wigston. Il est essentiellement urbain et jouxte Leicester, qui se trouve au nord-est. Il ne comprend aucune paroisse civile.
Le district est créé en 1974, par le Local Government Act de 1972. Il est issu de la fusion des districts urbains de Oadby et Wigston.

## Jumelage
- Norderstedt (Allemagne) depuis 1977[1]

## Source et références
1. ↑  « Oadby & Wigston » Site web de la ville de Norderstedt, consulté le 20 mai 2016.

- (en) Cet article est partiellement ou en totalité issu de l’article de Wikipédia en anglais intitulé « Oadby and Wigston » (voir la liste des auteurs).